# لامپ قوسی زنون

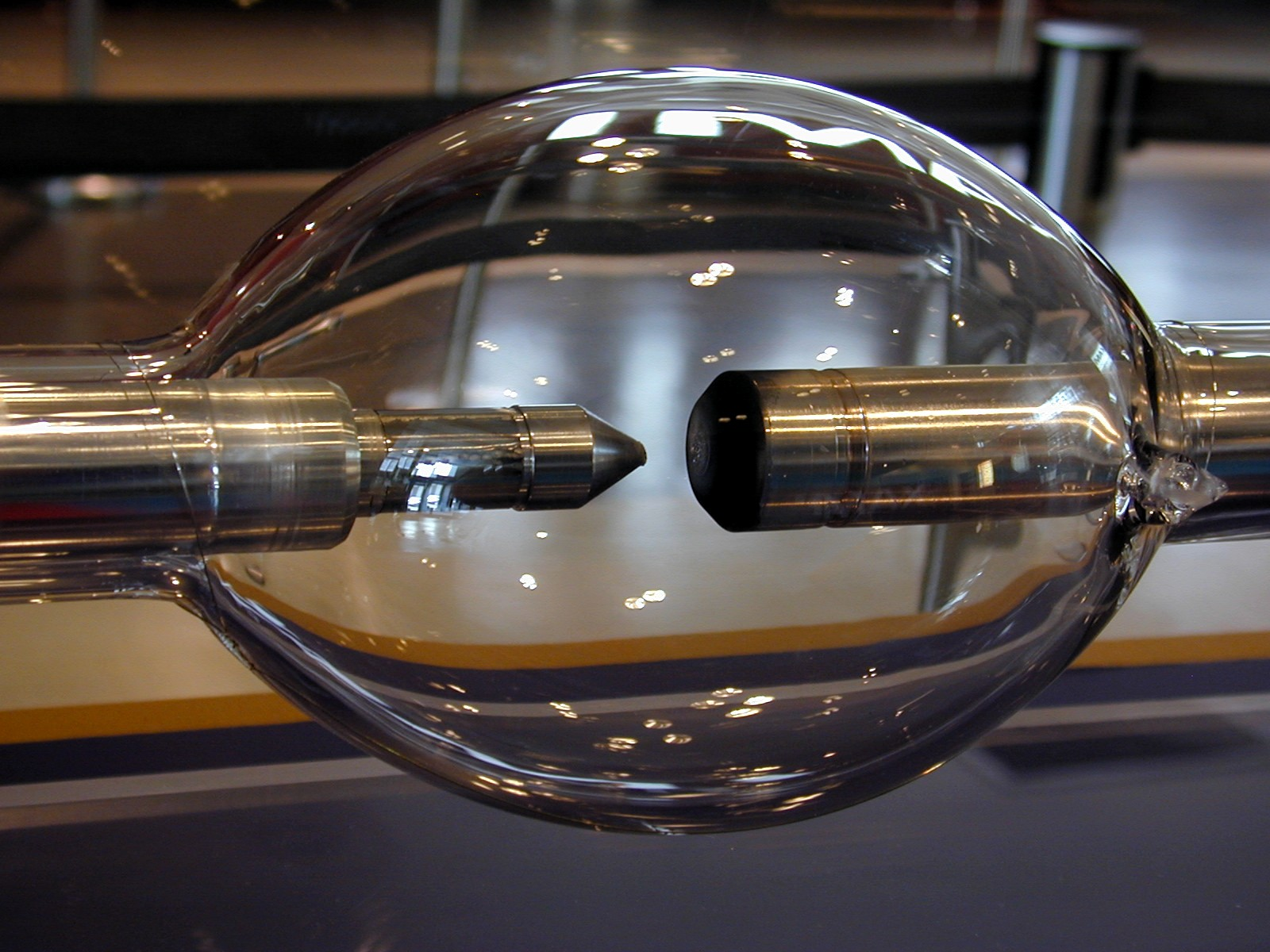
لامپ زنون قوس-کوتاه ۱۵ کیلوواتی مورد استفاده در آپارات‌های آی‌مکس

لامپ قوسی زنون (انگلیسی: Xenon arc lamp) گونه‌ای لامپ تخلیه در گاز است که روشنایی آن از عبور برق از گاز زنون یونیزه شده در فشار بالا حاصل می‌شود. نور سفید روشنی را برای شبیه‌سازی نور خورشید تولید می‌کند، با کاربردهای در آپارات‌های سینما در سالن‌های سینما، در نورافکن‌ها و برای استفاده‌های تخصصی در صنعت و تحقیقات. به عنوان مثال، لامپ‌های قوسی زنون با لامپ‌های جیوه‌ای دو لامپ رایج مورد استفاده در میکروسکوپ‌های فلورسانس میدان-پهن هستند.